# I liga polska w rugby (1960)
I liga polska w rugby (1960) – czwarty sezon najwyższej klasy ligowych rozgrywek klubowych rugby union w Polsce. Tytuł mistrza Polski zdobyła Lechia Gdańsk, drugie miejsce  Czarni Bytom, a trzecie AZS Warszawa.

## Uczestnicy rozgrywek
Do rozgrywek I ligi przystąpiło 10 tych samych drużyn, które uczestniczyły w rozgrywkach w poprzednim sezonie. Sezonu nie dokończyli obrońcy brązowego medalu, Włókniarz Łódź, którzy nie rozegrali żadnego spotkania w fazie finałowej.

## Przebieg rozgrywek
Rozgrywki toczyły się w systemie wiosna–jesień i były podzielone na dwie fazy. Wiosną drużyny były podzielone na dwie pięciozespołowe grupy, północną i południową, w których mecze rozgrywano systemem każdy z każdym, mecz i rewanż. Jesienią drużyny podzielono na trzy grupy: drużyny walczące o pierwsze cztery miejsca (te, które zajęły w pierwszej fazie miejsca pierwsze i drugie w swoich grupach), drużyny walczące o miejsca od 5 do 8 (te, które zajęły w pierwszej fazie miejsca trzecie i czwarte w swoich grupach) oraz dwie drużyny walczące o miejsca 9 i 10 (te, które zajęły w pierwszej fazie ostatnie miejsca w swoich grupach). W tej fazie drużyny także rozgrywały w poszczególnych grupach spotkania systemem każdy z każdym, mecz i rewanż (z wyjątkiem rozgrywek o miejsca 5–8, gdzie nie rozegrano rewanżów).

### Runda wiosenna

#### Grupa północna
Wyniki spotkań:
|                  | AZS Warszawa | AZS Gdańsk | Posnania Poznań | Lechia Gdańsk | Pionier Szczecin |
| AZS Warszawa     | –            | 8:9        | 15:8            | 11:9          | 31:17            |
| AZS Gdańsk       | 0:5          | –          | 11:0            | 0:6           | 19:0             |
| Posnania Poznań  | 8:6          | 9:9        | –               | 9:6           | 16:3             |
| Lechia Gdańsk    | 6:0          | 11:9       | 12:6            | –             | 3:3              |
| Pionier Szczecin | 6:8          | 14:17      | 8:6             | 6:9           | –                |

Tabela:
| Pozycja | Drużyna          | Punkty razem | Bilans punktów |
| ------- | ---------------- | ------------ | -------------- |
| 1       | Lechia Gdańsk    | 19           | 62:44          |
| 2       | AZS Warszawa     | 18           | 84:63          |
| 3       | AZS Gdańsk       | 17           | 74:53          |
| 4       | Posnania Poznań  | 15           | 54:70          |
| 5       | Pionier Szczecin | 11           | 57:101         |

#### Grupa południowa
Wyniki spotkań:
|                   | Czarni Bytom | Włókniarz Łódź | Lotnik Warszawa | Górnik Kochłowice | AZS Lublin |
| Czarni Bytom      | –            | 17:3           | 14:5            | 17:0              | 32:3       |
| Włókniarz Łódź    | 14:6         | –              | 5:0             | 3:9               | 21:14      |
| Lotnik Warszawa   | 14:12        | 0:8            | –               | 3:15              | 13:3       |
| Górnik Kochłowice | 16:0         | 3:8            | 6:3             | –                 | 25:13      |
| AZS Lublin        | 5:23         | 9:0 wo)        | 3:16            | 8:12              | –          |

Tabela:
| Pozycja | Drużyna           | Punkty razem | Bilans punktów |
| ------- | ----------------- | ------------ | -------------- |
| 1       | Górnik Kochłowice | 20           | 86:55          |
| 2       | Czarni Bytom      | 18           | 121:60         |
| 3       | Włókniarz Łódź    | 17           | 56:50          |
| 4       | Lotnik Warszawa   | 14           | 54:66          |
| 5       | AZS Lublin        | 10           | 50:136         |

### Runda jesienna

#### Finały o miejsca 1–4
Wyniki spotkań:
|                   | Górnik Kochłowice | Lechia Gdańsk | Czarni Bytom | AZS Warszawa |
| Górnik Kochłowice | –                 | 0:10          | 12:12        | 15:6         |
| Lechia Gdańsk     | 14:6              | –             | 8:6          | 13:5         |
| Czarni Bytom      | 14:3              | 3:3           | –            | 8:3          |
| AZS Warszawa      | 14:8              | 0:6           | 11:6         | –            |

Tabela:
| Pozycja | Drużyna           | Punkty razem | Bilans punktów |
| ------- | ----------------- | ------------ | -------------- |
| 1       | Lechia Gdańsk     | 17           | 54:20          |
| 2       | Czarni Bytom      | 12           | 49:40          |
| 3       | AZS Warszawa      | 10           | 39:56          |
| 4       | Górnik Kochłowice | 9            | 44:70          |

#### Finały o miejsca 5–8
Wyniki spotkań:
|                 | AZS Gdańsk | Włókniarz Łódź | Posnania Poznań | Lotnik Warszawa |
| AZS Gdańsk      | –          | 9:0 (wo)       | –               | –               |
| Włókniarz Łódź  | –          | –              | 0:9 (wo)        | 0:9 (wo)        |
| Posnania Poznań | 22:9       | –              | –               | –               |
| Lotnik Warszawa | 9:0 (wo)   | –              | 0:0             | –               |

Tabela:
| Pozycja | Drużyna         | Punkty razem | Bilans punktów |
| ------- | --------------- | ------------ | -------------- |
| 5       | Lotnik Warszawa | 8            | 18:0           |
| 6       | Posnania Poznań | 8            | 31:9           |
| 7       | AZS Gdańsk      | 4            | 18:31          |
| 8       | Włókniarz Łódź  | 0            | 0:27           |

#### Finały o miejsca 9–10
Wyniki spotkań:
|                  | Pionier Szczecin | AZS Lublin |
| Pionier Szczecin | –                | 8:3        |
| AZS Lublin       | 6:0              | –          |

Tabela:
| Pozycja | Drużyna          | Punkty razem | Bilans punktów |
| ------- | ---------------- | ------------ | -------------- |
| 9       | AZS Lublin       | 4            | 9:8            |
| 10      | Pionier Szczecin | 4            | 8:9            |

## Inne rozgrywki
W rozgrywanych w tym sezonie mistrzostwach Polski juniorów zwycięstwo odniosła Lechia Gdańsk.